# Pollicino (fratelli Grimm)

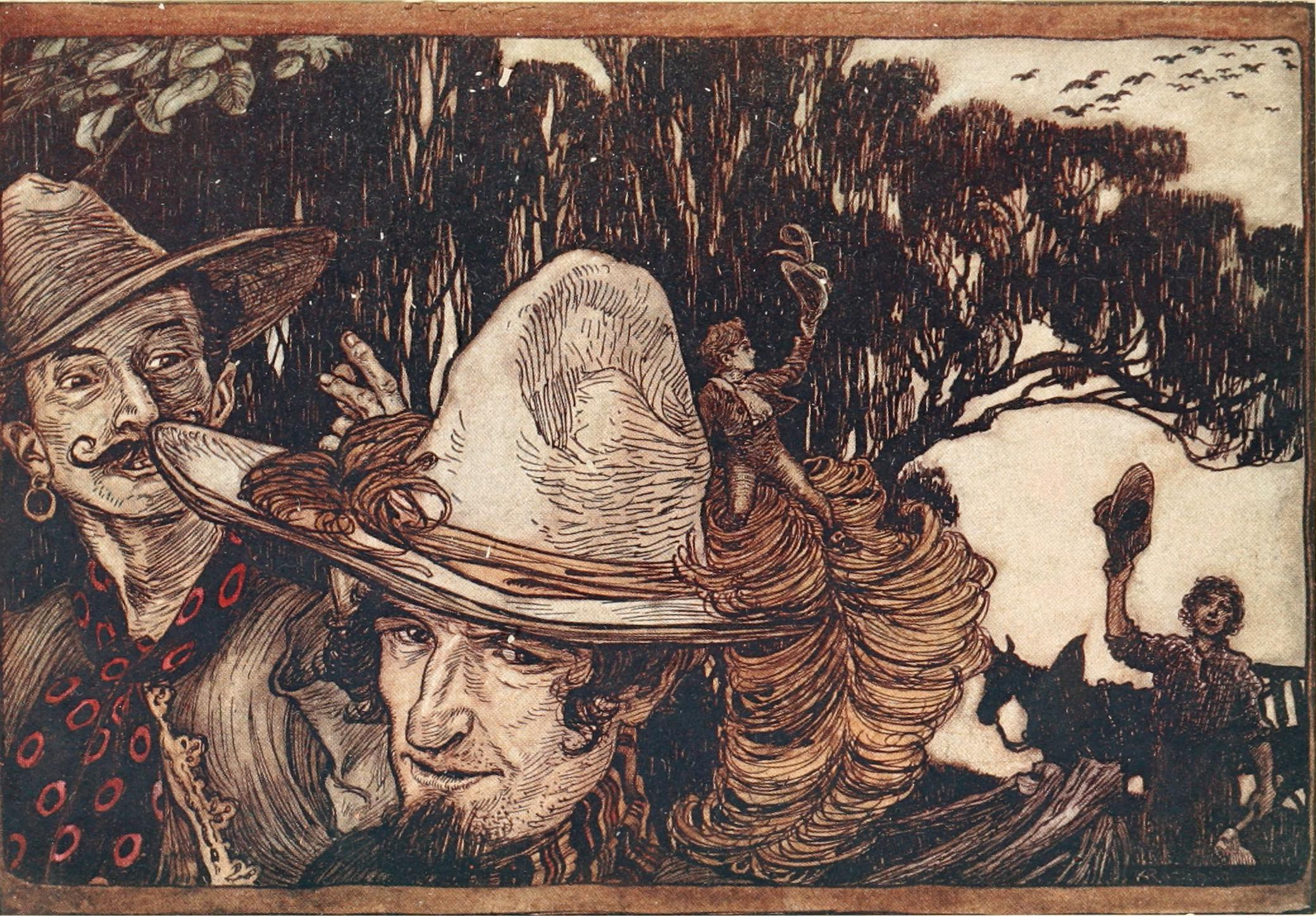
Pollicino in un'illustrazione di Arthur Rackham

Pollicino (in tedesco Daumesdick) è una fiaba tedesca dei fratelli Grimm che la introdussero nella loro raccolta di fiabe dal titolo Le fiabe del focolare, nella quale occupa la posizione numero 37.
Non è da confondere con l'omonima fiaba di Charles Perrault. Inoltre, i fratelli Grimm scrissero un'altra fiaba molto simile a questa: Il viaggio di Pollicino, da non scambiare per un suo seguito; infatti nell'originale tedesco il protagonista ha un nome leggermente differente (Däumeling). Tuttavia, le due fiabe hanno radici comuni nel personaggio del folclore britannico di Tom Thumb. Entrambe le fiabe appartengono al tipo 700 (Tom Thumb) del sistema di classificazione Aarne-Thompson.

## Trama
Una coppia di contadini desidera avere un figlio che sia grande quanto un pollice e un giorno ai due nasce un figlio che chiamano Pollicino per via del fatto che era grande quanto un pollice. Ormai diventato adulto, ma comunque grande esattamente come alla nascita Pollicino si offre per trainare il carro del padre guidando il cavallo: egli si mette nell'orecchio del cavallo per suggerire lui dove andare essendo troppo piccolo per salire sulla sua groppa e prendere le redini. Due forestieri lo notano e chiedono al padre di vendere loro l'omino per fare fortuna, e Pollicino dice al padre di venderlo, certo che in seguito sarebbe riuscito a tornare da lui. Pollicino dopo un po' scappa dai due forestieri e si rifugia in una tana dove i forestieri non riescono a prenderlo e quindi vanno via pieni di rabbia. Pollicino viene trovato da due ladri che vogliono derubare un parroco e quindi chiedono a Pollicino di farlo, in quanto egli aveva assicurato loro che gli sarebbe stato utile, e dunque Pollicino viene portato dai ladri al parroco e alla sua serva. La serva nel dar da mangiare alla mucca fa ingoiare a essa anche Pollicino che finisce nella sua pancia. Un giorno nel mungere la mucca la serva la sente urlare perché Pollicino era nella sua pancia, e così riferisce tutto al padrone, cioè il parroco che, credendo che la mucca fosse posseduta, la fa macellare e i suoi resti vengono buttati via. Successivamente Pollicino è divorato da un lupo in un solo boccone e dice lui di andare a sfamarsi in un posto vicino alla casa di suoi genitori. Il lupo lo fa e in seguito Pollicino, dal ventre del lupo, fa capire ai suoi genitori che era stato divorato dal lupo, il quale, come Pollicino aveva pianificato, avendo mangiato troppo non riesce a uscire. I genitori di Pollicino uccidono così il lupo con un colpo in testa e tagliano la sua pancia e Pollicino ne esce fuori. I genitori di Pollicino promettono al figlio di non venderlo mai più per nessuna ragione al mondo e capiscono che anche il più piccolo di statura con l'astuzia può anche lui compiere grandi imprese. Pollicino e i suoi genitori vivono insieme per sempre felici e contenti.